# Fazlollah Zahedi
Mohammad Fazlollah Zahedi (persa: ﻣﺤﻤﺪ فضلالله زاهدی) (Hamadan, 1897 - Ginebra, 2 de setembre de 1963) fou un general i polític iranià. Va ocupar el lloc de primer ministre de l'Iran entre el 1953 i el 1955, després d'haver provocat ell mateix un cop d'estat que va fer caure Mohammed Mossadegh. Un cop d'estat que, en realitat, va planificar la CIA, ja que Mohammed Mossadegh havia nacionalitzat les empreses petroleres del país, cosa que no va agradar els EUA i els britànics que volien continuar tenint control sobre aquesta matèria primera. A través de l'Operació Ajax els EUA van treure doncs del poder el primer ministre, tot i ser elegit democràticament, en l'anomenada Crisi de l'Iran de 1953. A partir d'aquest moment el xa instal·là una dictadura proamericana.